# Georg Frank (Fußballspieler)
Georg Frank (* 14. Dezember 1907 in Fürth; † 13. November 1944 bei Skarżysko-Kamienna, Polen), auch Allan genannt, war ein deutscher Fußballspieler, der ausschließlich für Fürther Vereine gespielt und in der Saison 1928/29 mit der Spielvereinigung die deutsche Fußballmeisterschaft gewonnen hat.

## Karriere

### Vereine
Frank begann beim TV Fürth 1860 mit dem Fußballspielen und gelangte im Verlauf der Hinrunde der Spielzeit 1926/27 über den FC Fürth zur SpVgg Fürth, der er bis zu seinem Tode angehörte und insgesamt 547 Spiele für diese absolvierte und weit über 100 Tore in den Pflichtspielen erzielte. Sein Debüt für die Spielvereinigung gab der 19-Jährige bei einer Auslandsreise nach Spanien am 5. Dezember 1926 bei einem 1:0-Erfolg gegen den FC Barcelona. In der Bezirksliga Bayern folgte sein Debüt am 15. Spieltag, den 25. Dezember 1926, bei einem 5:1-Auswärtserfolg beim ASV Nürnberg. In den Spielen um die süddeutsche Endrunde reüssierte das Talent am 1. Spieltag, den 6. Februar 1927, bei einem überlegenen 7:0-Heimerfolg gegen den FSV Frankfurt. Er agierte auf Linksaußen und erzielte einen Treffer für die Grün-Weißen. Beim ersten Spiel in der Endrunde um die deutsche Fußballmeisterschaft brachte er seine Mannschaft am 8. Mai 1927 bei den Breslauer Sportfreunden einem 3:1-Erfolg mit 1:0 in Führung. Bei der 1:2-Halbfinalniederlage am 29. Mai 1927 in Leipzig gegen Hertha BSC bildete er mit Georg Knöpfle und Ludwig Leinberger die Läuferreihe des Titelverteidigers.
Seinen ersten Meisterschaftsgewinn in der Bezirksliga Gruppe Nordbayern konnte Frank 1927/28 mit einem Punkt Vorsprung vor dem „Club“ feiern. Im August 1927 setzte er sich mit der Spielvereinigung im süddeutschen Pokal im Halbfinale mit 1:0 gegen den Dauerrivalen 1. FC Nürnberg durch und war dann mit drei Treffern der Sieggarant beim 3:0-Finalerfolg gegen den FSV Frankfurt. In der Endrunde um die süddeutsche Meisterschaft landeten die „Kleeblättler“ aber hinter dem FC Bayern München und Eintracht Frankfurt lediglich auf dem 3. Rang. In der Hinrunde seines zweiten Meisterschaftsjahres bei der Spielvereinigung wurde er am 2. Oktober 1927 erstmals, wie auch seine Mannschaftskameraden Ludwig Leinberger und Georg Kießling, in die deutsche Fußballnationalmannschaft berufen.
Die Runde 1928/29 ruckelte über weite Strecken für Fürth so vor sich hin: Frank verlor mit seinen Mannschaftskameraden im Dezember 1928 das Entscheidungsspiel gegen den punktgleichen „Club“ um die Staffelmeisterschaft und war auch in den Spielen um die süddeutsche Meisterschaft nicht voll auf der Höhe. Erst mit dem 2:0-Sieg am 2. Juni 1929 im Entscheidungsspiel in der „Trostrunde“ gegen den FSV Frankfurt zog Fürth als dritter süddeutscher Vertreter in die Endrunde um die deutsche Fußballmeisterschaft ein. In den Spielen um die deutsche Meisterschaft im Juni/Juli 1929 zeigten sich die Mannen um Georg Frank aber von ihrer besten Seite, insbesondere in den Spielen gegen Fortuna Düsseldorf (5:1), Hamburger SV (2:0) und im Halbfinale gegen den Breslauer SC 08 bei einem überlegenen 6:1-Einzug in das Endspiel. Der Angreifer mit dem kräftigen Schuss hatte vier Tore auf dem Weg in das Endspiel für Fürth erzielt. Anders als im 1926er Endspiel, das Fürth souverän dominiert hatte, ging es am 28. Juli 1929 aber dramatisch zu, woran diverse turbulente Begleitumstände nicht unschuldig waren. Unglücklicherweise hatte der DFB das Endspiel nach Nürnberg vergeben, da waren die Fürther Fans klar im Vorteil und dazu hatte man noch Ressentiments der FCN-Fans, die die dramatische Halbfinalniederlage gegen die Berliner noch nicht überwunden hatten, Raum verschafft. Das Spiel fand in einer aufgeheizten Atmosphäre statt. Es soll im Nürnberger Stadion wahrlich kriegerisch zugegangen sein, und die auf der Tribüne sitzenden FIFA-Beobachter sollen sich nach Augenzeugenberichten „entsetzt vom Spielgeschehen abgewandt“ haben. Schon in der ersten Halbzeit versuchten beide Teams, sich mit Nickeligkeiten und Fouls gegenseitig zu übertrumpfen. Nach dem Seitenwechsel eskalierte die Partie vollends, zumal auch Schiedsrichter Bauwens nicht seinen allerbesten Tag erwischt hatte. Die Herthaner blieben stocksauer dem Abschlussbankett fern. Das Finale wurde mit 3:2 gegen Hertha BSC gewonnen wurde; Frank gelang das Führungstor zum 2:1 in der 66. Minute.
In der Saison 1929/30 gewann Frank zuerst mit Fürth die Bezirksligameisterschaft, wozu er 24 Tore beigesteuert hatte und trumpfte dann auch in den Spielen um die süddeutsche Meisterschaft auf: In neun Spielen erzielte er bei der Belegung des 2. Ranges 16 Tore. Herausragend waren die Begegnungen im Februar 1930 gegen den FC Bayern München, als er beim 2:1-Heimerfolg sich als zweifacher Torschütze auszeichnete und seine vier Treffer am 27. April beim 5:1-Heimerfolg gegen den SV Waldhof Mannheim. In der Endrunde um die deutsche Meisterschaft kam aber dann am 1. Juni durch eine 4:5-Niederlage nach Verlängerung beim Dresdner SC das Ende. In der 72. Spielminute hatte Frank die Fürther – Konrad Krauß war in der 12. Minute des Feldes verwiesen worden und sein Bruder „Urbel“ durch Sperre nicht einsatzfähig – zum 4:3 in Führung gebracht. Die Runde 1930/31 beendete Frank mit Fürth in der Bezirksliga Bayern als Meister mit sieben Punkten Vorsprung vor dem „Club“ und holte sich dann auch in der Endrunde die süddeutsche Meisterschaft. Dazu hatte der beim städtischen Betriebsamt beschäftigte torgefährliche Angreifer 13 Tore beigesteuert. Beim 4:2-Auswärtserfolg am 26. April 1931 beim SV Waldhof Mannheim zeichnete er sich als vierfacher Torschütze aus. In der Endrunde um die deutsche Fußballmeisterschaft scheiterte Fürth aber am 17. Mai 1931 in Berlin vor 45.000 Zuschauern im Poststadion mit 1:3 gegen Hertha BSC. Die Hertha gewann das Finale am 14. Juni mit 3:2 gegen München 1860.
International spielte er mit der SpVgg Fürth im Wettbewerb um die Coupe des Nations 1930, in der er mit seiner Mannschaft – nach dem 4:3-Sieg n. V. über den französischen Pokalsieger FC Sète am 29. Juni – das Viertelfinale erreichte. In diesem war er mit seiner Mannschaft dem First Vienna FC mit 1:7 deutlich unterlegen. Ab Beginn der Gauliga 1933/34 trat Frank mit Fürth in der Gauliga Bayern an. In der zweiten Saison, 1934/35, gewann er mit seinen Mannschaftskollegen vor ihrem Dauerrivalen 1. FC Nürnberg die Meisterschaft. Er lief nochmals 1935 in fünf Endrundenspielen für Fürth auf, ein Treffer glückte ihm aber nicht mehr und die Spielvereinigung belegte den 2. Gruppenplatz.
Er bestritt insgesamt 16 Endrundenspiele um die Deutsche Meisterschaft, in denen er acht Tore erzielte, und sechs um den Tschammerpokal, in denen er mit zwei Toren erfolgreich war. Am 24. Juli 1938 wurde Frank nach 547 Einsätzen für die Grün-Weißen mit der Goldenen Ehrennadel der Spielvereinigung ausgezeichnet.

### Nationalmannschaft
Frank bestritt von 1927 bis 1930 vier Länderspiele für die deutsche Nationalmannschaft. Er debütierte am 2. Oktober in Kopenhagen bei der 1:3-Niederlage gegen die Nationalmannschaft Dänemarks. In seinem zweiten Länderspiel am 10. Februar 1929, das in Mannheim mit 7:1 gegen die Schweizer Nationalmannschaft gewonnen wurde, erzielte er vier Tore; Hanne Sobeck (Hertha BSC; 2) und Josef Pöttinger (FC Bayern München; 1) erzielten die anderen Tore. In seinem dritten Länderspiel, das am 28. April 1929 in Turin gegen die Nationalmannschaft Italiens ausgetragen wurde, war er der Torschütze zum 2:1-Siegtreffer in der 80. Minute und sorgte somit für den ersten Sieg über die „Squadra Azzurra“. Auf seiner angestammten Position auf Halblinks war in seinen besten Jahren, Richard Hofmann vom Dresdner SC, der überragende deutsche Spieler.

## Erfolge
- Deutscher Meister 1929
- Süddeutscher Pokal-Sieger 1927

## Sonstiges
Im Zweiten Weltkrieg starb Frank im November 1944 in Skarżysko-Kamienna.